# Adoratrices Esclavas del Santísimo Sacramento y de la Caridad
La congregación de las Adoratrices Esclavas del Santísimo Sacramento y de la Caridad (en latín, Sorores Adoratrices Ancillae SS Sacramenti et a Caritat), o también Adoratrices del Santísimo Sacramento, constituye una congregación religiosa femenina de la Iglesia católica, fundada por María Micaela del Santísimo Sacramento el 21 de abril de 1845, en Madrid (España). Las religiosas de esta congregación son conocidas como Adoratrices y añaden a su nombre la sigla A.A.S.C.

## Historia

### Origen

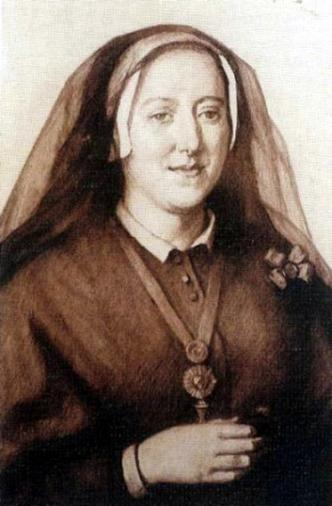
Santa María Micaela del Santísimo Sacramento (Micaela Desmaisières), fundadora de la Congregación de las Adoratrices.

La congregación nació en Madrid (España). Su primer núcleo se encuentra en el colegio fundado por María Micaela Desmaisières y López de Dicastillo (de nombre religioso María Micaela del Santísimo Sacramento) el 21 de abril de 1845, como consecuencia de la necesidad y desamparo en que se encontraban las jóvenes caídas en la prostitución y que la fundadora pudo conocer en sus visitas a las enfermas del hospital de San Juan de Dios. El desarrollo de este primer colegio cristalizó en la fundación del Instituto al unirse a la fundadora, el 3 de febrero de 1856, las primeras compañeras con intención de consagrarse a la vida religiosa. El 1 de enero de 1857 hacen sus primeros votos las primeras religiosas de la congregación.
En su origen, la congregación se compone de tres clases de miembros: directoras, ayudantas y coadjutoras. Está gobernada por una superiora general nombrada para 10 años, reelegible, asistida por una vicesuperiora general y otras tres consultoras, a las que debe reunir cada mes. Estas elecciones las debe hacer un Capítulo General, convocado cada cinco años. Se emiten los votos simples de pobreza, castidad y obediencia, primero temporales durante cinco años y luego perpetuos. Las colegialas que quieran consagrarse a Dios en la vida religiosa no pueden pertenecer propiamente al Instituto, pero sí permanecer en él con la condición de Hijas de la Casa, con votos privados. Para organizar la Institución, María Micaela escribe en 1856 las Constituciones.

### Aprobación y expansión
Desde la profesión de las primeras adoratrices, se fundan las casas de Zaragoza y Valencia (1856) y fueron aprobadas las Constituciones por decreto del cardenal arzobispo de Toledo, Cirilo Alameda y Brea (25 de abril de 1858). Seguida de esta aprobación diocesana, la congregación se expandió por España, con la fundación de las casas Barcelona, Burgos, Pinto y Santander.
El 15 de septiembre de 1860, la Santa Sede da el Decretum laudis a la Congregación, al que sigue, el 23 de septiembre de 1861, la aprobación temporal ad experimentum por cinco años de las Constituciones, y la perpetua el 24 de noviembre de 1866. Esta última, se presenta al año siguiente de la muerte de la fundadora.
El 4 de marzo de 1934, el papa Pío XI canonizó a la fundadora con el nombre María Micaela del Santísimo Sacramento. Como principales reformas en su Derecho interno, puede señalarse la unificación de sus miembros en una sola clase por rescripto del 16 de enero de 1967. En 1944 se dividió el gobierno de la congregación en provincias. Además, la rama de Hijas de la Casa ha sido elevada canónicamente al estado religioso con los votos públicos simples de pobreza, cástidad y obediencia, como rama auxiliar del Instituto con el nombre de Colaboradoras de Santa Mª Micaela, por rescripto del 9 de julio de 1965. San Antonio María Claret, que fue director espiritual de la fundadora, es hoy, declarado por la Santa Sede, patrono del Instituto.
Entre las primeras colaboradoras, se distinguió Ana López Ballesteros (Hermana Caridad), fallecida en 1863 en loor de santidad. Entre las superioras generales de mayor relieve, hay que citar a María Tudó del Espíritu Santo (1874-88), Guadalupe Gil de Jesús (1908-22) y Diosdada Andía del Corazón de Jesús (1923-48).

### Guerra Civil de España delsigloXX

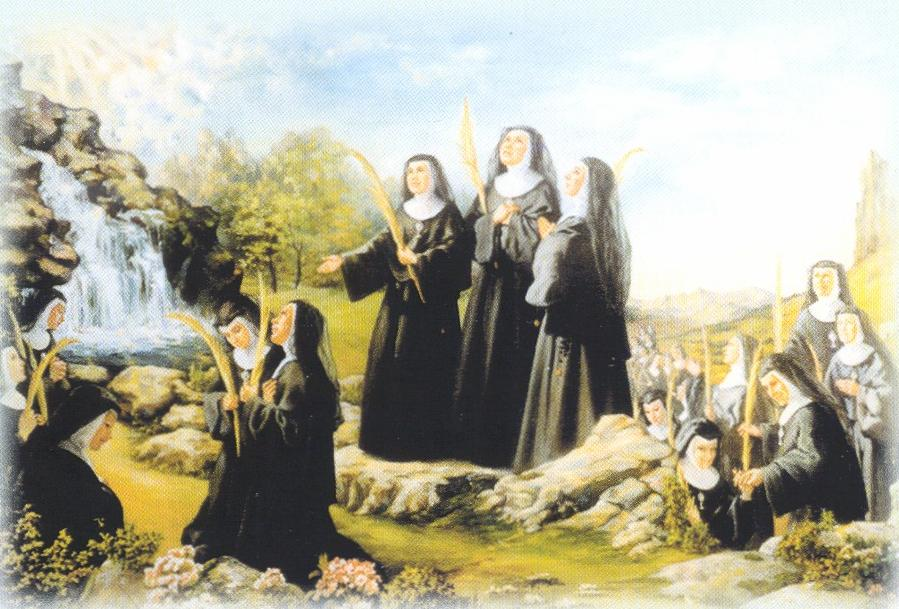
Veintisiete religiosas adoratrices murieron mártires durante el período de la guerra civil española. Veintitrés de ellas son veneradas como beatas en la Iglesia católica.

Las Adoratrices del Santísimo Sacramento, durante la guerra civil española, al igual que muchos otros institutos religiosos, debieron abandonar varias de sus casas. La persecución religiosa que se presentó en medio de la Guerra dejó como saldo miles de muertos, por su condición de religiosos. Entre ellos, 27 hermanas de la congregación, de las cuales 23 fueron beatificadas por el papa Benedicto XVI en 2008.

### Período franquista
Durante el régimen franquista, se dejó en manos de diversas órdenes religiosas femeninas la custodia y disciplina de las presas, en las cárceles de la posguerra; las adoratrices (junto con las oblatas) fueron las que más presencia tuvieron, dada su especialización en la «reforma y regeneración de la mujer caída». Igualmente, durante el mismo período, en los conventos de las madres adoratrices de Cartagena, Valladolid y Alcalá de Henares se realizaron obras de construcción con la mano de obra forzada de los prisioneros políticos.

## Espiritualidad

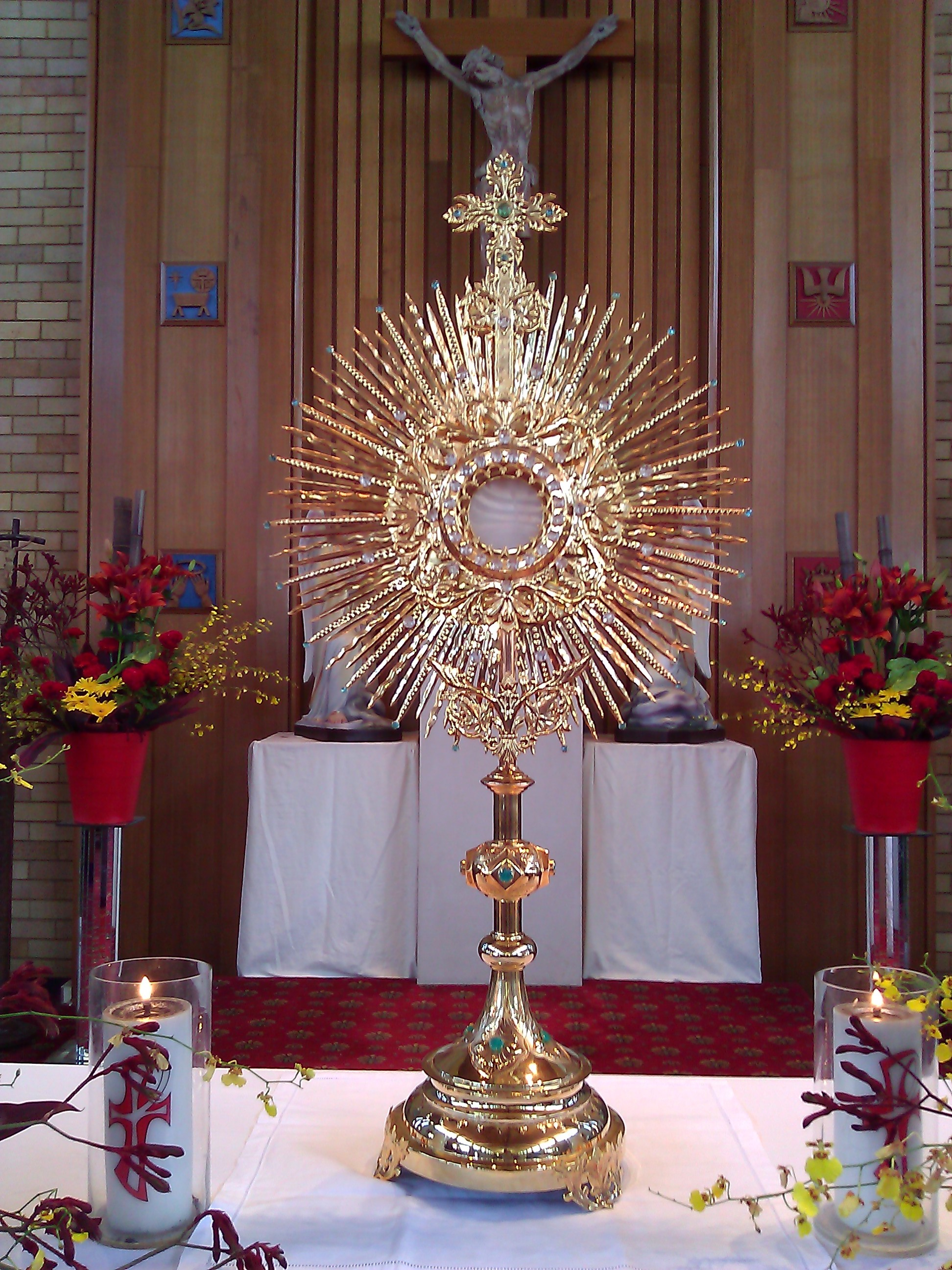
La congregación centra su espiritualidad en la Eucaristía, por ello, uno de sus fines es la adoración al Santísimo Sacramento.

La espiritualidad del Instituto, centrada en la Eucaristía, está expresada por la fundadora con el concepto de esclavitud: hacia Dios, en una actitud de adoración y reparación al amor; hacia el prójimo, en una actitud de servicio a las almas más necesitadas, para las que quiere una gran caridad con los rasgos característicos de suavidad, dulzura y amabilidad. Estas son condiciones necesarias para el éxito pedagógico en la educación de jóvenes difíciles. El amor debe llenar a la religiosa adoratriz de un «celo santo de la gloria de Dios y salvación de las almas, y estas dos virtudes y la devoción cordialísima al Santísimo Sacramento serán como la divisa principal de esta santa Asociación» (Constituciones, p. 23 ss.). Para adelantar en estas virtudes, la fundadora recomienda la meditación asidua de lo que significa la ofensa a Dios, el valor del alma, el amor que Cristo les tiene y el mérito que se adquiere salvándolas (cfr. ib., p. 24 ss.). Como prácticas ascéticas, insiste en la abnegación, mortificación interior, humildad y obediencia.

## Carisma y misión
El fin específico de la congregación es doble: 
- la adoración continua del Santísimo Sacramento[2] y
- educar a las jóvenes inadaptadas[2] por medio de la formación religiosa, moral y social y la capacitación profesional en colegios con régimen de hogar.

Secundariamente la fundadora dejó establecido que puedan abrirse escuelas para niñas pobres y que las señoras pudieran hacer Ejercicios espirituales en las casas de la congregación. Hoy se ha ampliado el campo de apostolado a otras obras afines a su fin específico: residencias, comedores y dormitorios, enseñanzas y talleres profesionales.

## Presencias
Hoy la congregación está extendida por Europa (Francia, Italia, Portugal, Reino Unido y España), Asia (Camboya, Japón e India), África (Marruecos y Togo) y América (Argentina, Bolivia, Chile, Colombia, Brasil, Cuba, República Dominicana, Ecuador, Perú y Venezuela).
La congregación, en 2011, contaba con unas 158 casas y 1119 religiosas. Está gobernada por una superiora general, que en la actualidad es la chilena Teresa Valenzuela, asistida por cuatro consultoras, elegidas todas por el Capítulo General; las superioras provinciales y locales son nombradas por la superiora general y su Consejo.

## Personajes
- María Micaela del Santísimo Sacramento (1809-1865), santa, fundadora de la congregación, beatificada por Pío XI, el 9 de junio de 1925, y canonizada por el mismo pontífice, el 4 de marzo de 1934.[10]
- Manuela del Sagrado Corazón (1891-1936), beata, mártir durante la guerra civil española. Asesinada por su fe, junto a unas 22 compañeras de la misma congregación. Los nombres de las veintidós religiosas son: Blasa de María, Lucila de Jesús, Casta de Jesús, Rosaura de María, Luisa de la Eucaristía, María de la Presentación, María Dolores de Jesús Crucificado, María Dolores de la Santísima Trinidad, Borja de Jesús, Máxima de San José, Sulpicia del Buen Pastor, María Prima de Jesús, Belarmina de Jesús, Sinforosa de la Sagrada Familia, Purificación de María y Josefa de Jesús. Además de las llamadas «hijas de casa» Maria Mercè Tuñi Ustech (Ángeles), Concepción Vázquez Áreas (Ruperta), Áurea González (Herlinda), Cecilia Iglesias Del Campo, Magdalena Pérez y Felipa Gutiérrez Garay. Este grupo de mártires fue beatificado el 28 de octubre de 2007 por el papa Benedicto XVI.[11]